# Tiếng rao hàng

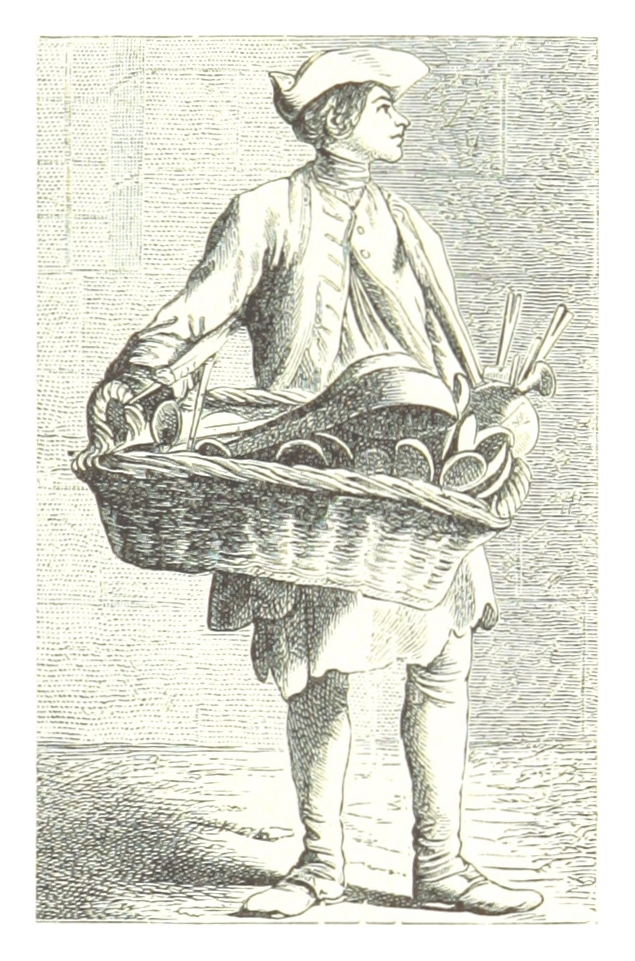
"Ai mua giỏ thức ăn tôi không" (Buy my Larders) – lời rao hàng của một lái buôn thành Paris, tranh chạm khắc của Fournel rút ra từ Les Cris de Paris, types et physionomies d'autrefois, có niên đại vào thế kỷ 19

Tiếng rao hàng, gọi tắt là tiếng rao, là những lời mời chào có vần điệu ngắn gọn của các lái buôn dùng để chào hàng cho các vật phẩm và dịch vụ của họ ở các khu chợ ngoài trời. Thói quen đi bán hàng rong đã đưa nhiều lái buôn đến việc sáng tạo ra những câu những đoạn có tiết tấu nhằm thu hút sự chú ý của mọi người.

## Lịch sử
Những người bán hàng rong cùng tiếng rao của họ đã được người ta biết đến từ xa xưa. Họ với tiếng rao đã là một phần của cuộc sống mưu sinh trên đường phố. Claire Holleran cũng đã tìm thấy vô số bản viết tay về các tiếng rao hàng của những người bán hàng rong xưa.

## Tìm hiểu và đọc thêm
- BBC [Documentary], London Street-Cries and Songs, <Online: http://www.bbc.co.uk/programmes/p033xhtc> (includes audio of cries)
- Chilcott, B., Songs and Cries of London Town, [Vocal Score], Oxford University Press, 2001
- Millar, D., Street Criers and Itinerant Tradesmen in European Prints, 1970
- Parker, K.T., Bouchardon's Cries of Paris' in Old Master Drgs, vol. 19, 1930
- Shesgreen, S. (ed.), The Criers and Hawkers of London: Engravings and Drawings by Marcellus Laroon, Stanford, Stanford University Press, 1990
- Wilson, E., "Plagues, Fairs, and Street Cries: Sounding out Society and Space in Early Modern London," Modern Language Studies, Vol. 25, No. 3, 1995, pp 1–42 <Stable URL: https://www.jstor.org/stable/3195370 JSTOR
- Milliot, V. and Roche, D, Les "Cris de Paris", ou, Le peuple travesti: les représentations des petits métiers parisiens (XVIe-XVIIIe siècles), [The "Cries of Paris", or, the itinerant people: Representations of small Parisian trades (16th-18th centuries)], Publications de la Sorbonne, 1995 (in French)